# Odiseea (miniserial din 1968)
Odissea (în italiană L'Odissea) este un miniserial TV 1968 bazat pe Odiseea de Homer. Este o producție TV europeană cu opt episoade difuzate de RAI (televiziunea italiană de stat). O coproducție italiană, iugoslavă, germană și franceză (Radiodiffusion-Télévision Française), a fost regizată de Franco Rossi, asistat de Piero Schivazappa și Mario Bava; distribuția îi include pe Bekim Fehmiu în rolul lui Ulise și pe Irene Papas ca Penelopa, Samson Burke în rolul Ciclopului,  Barbara Bach ca Nausicaa și Gérard Herter. Mai mulți critici consideră serialul ca o reprezentare magistrală a lumii antice.
Odiseea a marcat o piatră de hotar în istoria televiziunii italiene. Amploarea economică și domeniul de aplicare al coproducției internaționale au fost de neegalat până în prezent. Dincolo de Italia, filmul de televiziune a devenit prototipul marilor coproducții internaționale. În Germania, serialul a fost difuzat prima dată pe ZDF între 19 octombrie 1969 și 9 noiembrie 1969. În Italia, Odiseea a fost difuzat în opt episoade în programul național al canalului RAI, duminica, începând cu 24 martie 1968, de la ora 21:05. În Italia, fiecare episod a avut o medie de 16,6 milioane de telespectatori. Din 2006, este disponibilă o versiune prescurtată pe DVD, în italiană și germană.
În ciuda marelui succes în cadrul publicului spectator, răspunsul criticilor de film a fost că ministerialul este inconsecvent, dar a fost considerat într-adevăr "exigent" și de-a dreptul "spectaculos". Pe de altă parte, scriitorul Giovanni Perego l-a considerat ca o "bătălie între Homer și televiziune", în care "complexitatea și puterea literară" a originalului s-au pierdut.

## Premisă
După ce a câștigat Războiul Troian, Ulise, unul dintre cei mai curajoși șefi greci, pornește într-o călătorie spre insula sa natală, Itaca. Persecutat de Poseidon, el rătăcește pe mare zeci de ani, iar în acest timp se luptă cu monștri, vrăjitoria, cu propriile slăbiciuni și cu împotrivirea zeilor.

## Distribuție
- Bekim Fehmiu: Odysseus (Ulisse)
- Irene Papas: Penelope
- Renaud Verley: Telemachus (Telemaco)
- Roy Purcell: Alcinous (Alcinoo)
- Marina Berti:  Arete
- Scilla Gabel: Helen (Elena)
- Barbara Bach: Nausicaa
- Juliette Mayniel: Circe
- Kyra Bester: Calypso (Calipso)
- Michèle Breton: Athena (Atena)
- Constantin Nepo: Antinous (Antinoo)
- Ivica Pajer: Eurylochus (Euriloco)
- Samson Burke: Polyphemus (Polifemo)
- Fausto Tozzi: Menelaus (Menelao)
- Jaspar Von Oertzen: Nestor (Nestore)
- Franco Balducci: Mentor (Mentore)
- Husein Cokic: Eumaeus (Eumeo)
- Branko Kovacic: Laertes (Laerte)
- Vladimir Leib: Aeolus (Eolo)
- Karl-Otto Alberty: Eurymachus (Eurimaco)
- Maurizio Tocchi: Leocritus (Leocrito)
- Ilija Ivezić: Ctesippus (Ctesippo)
- Petar Buntic: Filetor (Filettore)
- Duje Novakovic: Elpenor (Elpenore)
- Sime Jagarinac: Heraclius (Eraclio)
- Petar Dobric: Polites (Polite)
- Franco Fantasia: Mentes (Mente)
- Voyo Goric: Philetius (Filezio)
- Luciano Rossi: Theoclymenus (Teoclimeno)
- Giulio Donnini: Tiresias (Tiresia)
- Bianca Doria: Anticlea
- Sergio Ferrero: Pisistratus (Pisistrato)
- Enzo Fiermonte: Demodocus (Demodoco)
- Stefanella Giovannini: Cassandra
- Peter Hinwood: Hermes (Ermete/Hermes)
- Miodrag Loncar: Irus (Iro)
- Hrvoje Svob: Phemius (Femio)
- Giulio Cesare Tomei: Priam (Priamo)
- Rolf Boysen: Agamemnon (Agamennone)
- Gérard Herter: Laocoön (Laocoonte)
- Nona Medici: Iftime
- Mimmo Palmara: Achilles (Achille)
- Giancarlo Prete: Euryades (Euriade)
- Andrea Saric: Melantho (Melanto)
- Orso Maria Guerrini: Leodes (Leode)
- Ada Morotti: Cyane (Ciane)
- Laura Nucci: Antinoo's Mother

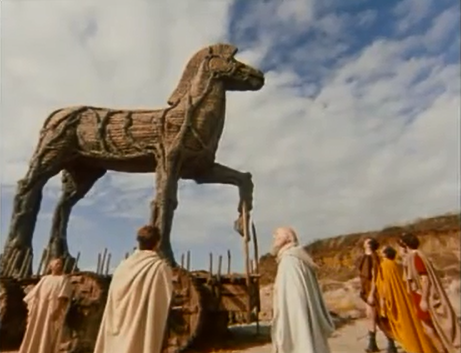
Calul troian
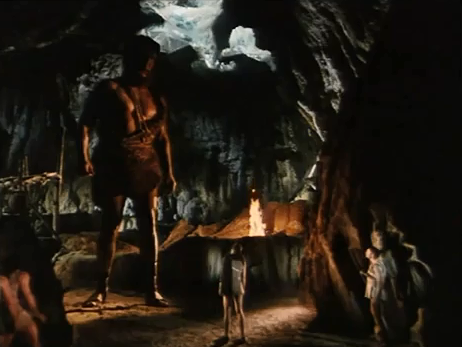
Odiseu și Polifem
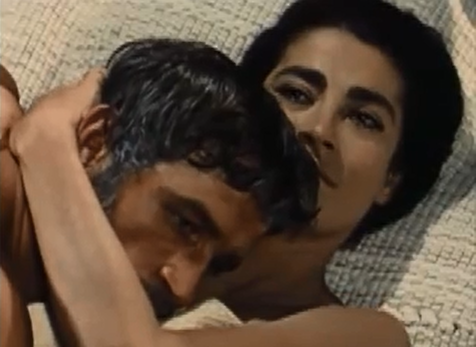
Odiseu și Penelopa
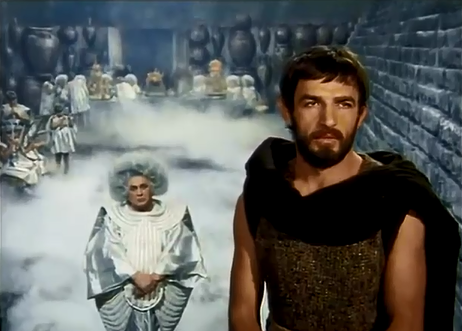
Odiseu și Aeolus
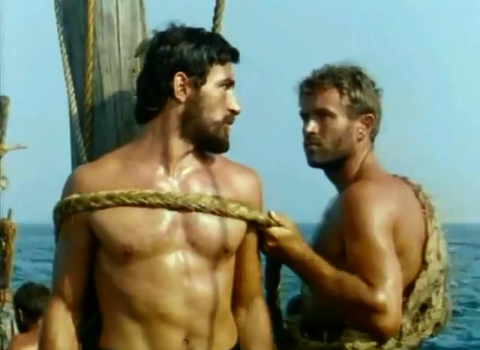
Odiseu și sirenele